# Gran Premio motociclistico delle Nazioni 1963
Il Gran Premio motociclistico delle Nazioni fu il decimo appuntamento del motomondiale 1963.
Si svolse il 15 settembre 1963 presso l'Autodromo di Monza alla presenza di 50.000 spettatori. Erano in programma le classi 125, 250, 350 e 500.
Vittorie scontate per Mike Hailwood in 500 e per Jim Redman in 350. Nella gara della 350 Hailwood si ritirò mentre Remo Venturi, terzo al traguardo con la Bianchi, fu squalificato per aver preso il via sulla moto del compagno di Marca Renzo Rossi.
Più avvincente la gara della 250, nella quale Tarquinio Provini riuscì a regolare Redman, nonostante la maggior potenza della Honda quattro cilindri del rhodesiano rispetto alla Moto Morini monocilindrica dell'italiano. In questa gara fece il suo debutto iridato Giacomo Agostini, ritiratosi per problemi tecnici alla sua Morini. Anche le Benelli di Silvio Grassetti e Derek Minter soffrirono di problemi meccanici.
In 125 Luigi Taveri approfittò dell'assenza delle Suzuki per vincere la sua seconda gara stagionale. Al quinto giro lo spagnolo della Bultaco Ramón Torras (terzo sino ad allora) uscì di pista procurandosi lievi contusioni.

## Classe 500

### Arrivati al traguardo
| Pos. | Pilota        | Moto      | Tempo      | Punti |
| ---- | ------------- | --------- | ---------- | ----- |
| 1    | Mike Hailwood | MV Agusta | 1h 03' 33" | 8     |
| 2    | Jack Findlay  | Matchless | +2 giri    | 6     |
| 3    | Fred Stevens  | Norton    | +3 giri    | 4     |
| 4    | Bill Smith    | Norton    | +4 giri    | 3     |
| 5    | Ladi Richter  | Norton    | +4 giri    | 2     |
| 6    | Vasco Loro    | Norton    | +4 giri    | 1     |
| 7    | Raymond Shaw  | Matchless | +4 giri    |       |
| 8    | Othmar Drixl  | Norton    | +4 giri    |       |
| 9    | Alberto Picca | Gilera    | +5 giri    |       |
| 10   | Renzo Rossi   | Norton    | +7 giri    |       |

### Ritirati
| Pilota              | Moto      | Motivo ritiro |
| ------------------- | --------- | ------------- |
| Phil Read           | Gilera    |               |
| Paddy Driver        | Matchless |               |
| Pietro Mencaglia    | Norton    |               |
| Roland Föll         | Matchless |               |
| Derek Minter        | Gilera    |               |
| Gyula Marsovszky    | Matchless |               |
| Benedetto Zambotti  | Norton    |               |
| Antonio De Simone   | Rudge     |               |
| Jack Ahearn         | Norton    |               |
| Emanuele Maugliani  | Gilera    |               |
| Philippe Canoui     | Norton    |               |
| Remo Venturi        | Bianchi   |               |
| Giuseppe Dardanello | Norton    |               |
| Dan Shorey          | Matchless |               |
| Angelo Tenconi      | M.G.      |               |

## Classe 350

### Arrivati al traguardo
| Pos. | Pilota         | Moto   | Tempo     | Punti |
| ---- | -------------- | ------ | --------- | ----- |
| 1    | Jim Redman     | Honda  | 51' 02" 2 | 8     |
| 2    | Alan Shepherd  | MZ     | +1' 54"   | 6     |
| 3    | Tommy Robb     | Honda  | +1 giro   | 4     |
| 4    | Pavel Slavíček | Jawa   | +1 giro   | 3     |
| 5    | Dan Shorey     | AJS    |           | 2     |
| 6    | Fred Stevens   | Norton |           | 1     |

## Classe 250

### Arrivati al traguardo
| Pos. | Pilota                | Moto        | Tempo     | Punti |
| ---- | --------------------- | ----------- | --------- | ----- |
| 1    | Tarquinio Provini     | Moto Morini | 42' 15" 5 | 8     |
| 2    | Jim Redman            | Honda       | +13" 9    | 6     |
| 3    | Luigi Taveri          | Honda       | +1' 34" 5 | 4     |
| 4    | Alan Shepherd         | MZ          | +1 giro   | 3     |
| 5    | Stanislav Malina      | ČZ          | +1 giro   | 2     |
| 6    | Tommy Robb            | Honda       | +1 giro   | 1     |
| 7    | Paolo Campanelli      | MotoBi      | +2 giri   |       |
| 8    | Jack Findlay          | FB Mondial  | +2 giri   |       |
| 9    | Gianemilio Marchesani | Aermacchi   | +2 giri   |       |
| 10   | E. Paolucci           | FB Mondial  | +3 giri   |       |

## Classe 125

### Arrivati al traguardo
| Pos. | Pilota              | Moto    | Tempo     | Punti |
| ---- | ------------------- | ------- | --------- | ----- |
| 1    | Luigi Taveri        | Honda   | 39' 41" 4 | 8     |
| 2    | Jim Redman          | Honda   | +0" 2     | 6     |
| 3    | Kunimitsu Takahashi | Honda   | +41" 7    | 4     |
| 4    | Giuseppe Visenzi    | Honda   |           | 3     |
| 5    | John Grace          | Bultaco | +52" 6    | 2     |
| 6    | Stanislav Malina    | ČZ      | +52" 8    | 1     |
| 7    | Tommy Robb          | Honda   |           |       |
| 8    | Rex Avery           | EMC     |           |       |
| 9    | Pietro Mencaglia    | Honda   | +1 giro   |       |